# Laure de Châtillon
Laure de Châtillon, née Zoé Laure Delaune à Chambray le 24 février 1826 et morte à Clarens en août 1908, est une artiste peintre française de style post-romantique.

## Biographie
Née Zoé Laure Delaune, elle expose sous le nom de Laure de Châtillon à partir de 1848.
Elle est la fille de Jean-Alexandre Delaune, propriétaire, et de Marie-Augustine Brousse. Elle épouse, le 8 avril 1850, Jules François Henri de Châtillon (1823-1857), qui fut sous-préfet de Châteaudun et homme de lettres. Elle donne naissance à des jumeaux en 1851 : Louise Valentine et Paul Marie. Par son époux, elle est cousine du peintre et poète Auguste de Châtillon.
Elle est mentionnée comme élève de Léon Cogniet. Entre 1850 et 1868, elle reçoit la commande d'une dizaine de copies et peint en particulier des tableaux religieux destinés à être envoyés dans des églises en région : Le Christ au tombeau d’après Champaigne (600 F), Le Ravissement de saint Paul d’après Poussin, La Descente de croix d’après Régnault et L’Adoration des Mages d’après Rubens. Elle reçoit également quatre commandes de copies du Portrait de l’Empereur Napoléon III d’après Winterhalter.
Elle est régulièrement citée comme exposant au Salon entre 1848 et 1897 dans les sections de peinture et arts graphiques. En 1869, elle reçoit une commande de l'empereur Napoléon III, pour une scène historique : Jeanne d'Arc vouant ses armes à la vierge, offerte au musée Antoine-Vivenel de Compiègne et déposée à l'église Saint-Jacques de Compiègne.
Elle se fait également connaître pour ses représentations de scènes patriotiques, à la suite de la défaite de Sedan et de la perte de l'Alsace-Lorraine : elle peint L’Esclave, un tableau vu par ses contemporains comme « l’Alsace voilée de noir » représentée sous les traits d’une jeune femme enchaînée, les cheveux au vent, dans un paysage de campagne tempétueux.
Elle est membre de la Société des artistes français à partir de 1887 et fait partie des premières adhérentes de l'Union des femmes peintres et sculpteurs fondée en 1881 par Hélène Bertaux, et expose ensuite régulièrement aux salons de cette association. 
Elle est membre de la délégation de femmes françaises artistes présentées à l'Exposition universelle de 1893 à Chicago, regroupées dans le Woman's Building.
En parallèle de son activité artistique, elle est professeure dans une école municipale de dessin dans les années 1870. En 1892, par le biais d’une pétition, elle demande « un emploi d’inspectrice des écoles de dessin dans le département de la Seine» et commence à diriger une école de peinture à Paris de 1893 à 1897.

## Œuvres dans les collections publiques
Parmi les œuvres de Laure de Châtillon figurant dans les collections publiques figurent :
- Sainte Famille, église Saint-Jean d'Autun, 1865[14] ;
- Jeanne d'Arc vouant ses armes à la Vierge, Compiègne, musée Antoine Vivenel, 1869[15] ;
- Le Sommeil, Musée Saint-Germain d'Auxerre, 1876[16] ;
- L'option, Musée des Beaux-Arts de Carcassonne, 1876 ;
- Vierge à l'Enfant et Saint-Jean-Baptiste, église Saint-Pierre de Pouilly[17] ;
- Portrait de Joseph Bertrand, membre de l'Institut, Rennes, musée des Beaux-Arts, 1894[18].

## Galerie

Œuvres de Laure de Châtillon
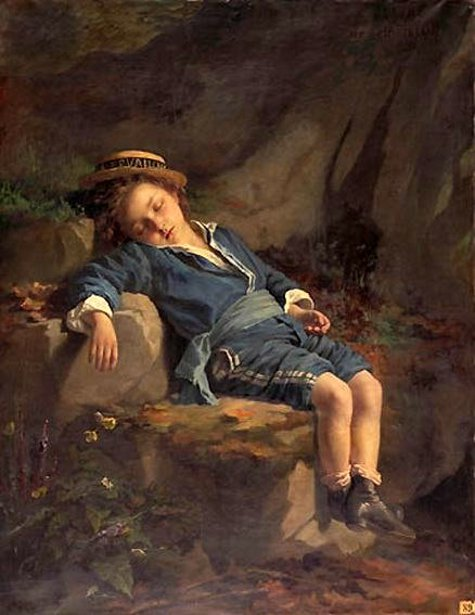
Enfant qui dort (1876), huile sur toile, Auxerre, musée Saint-Germain.
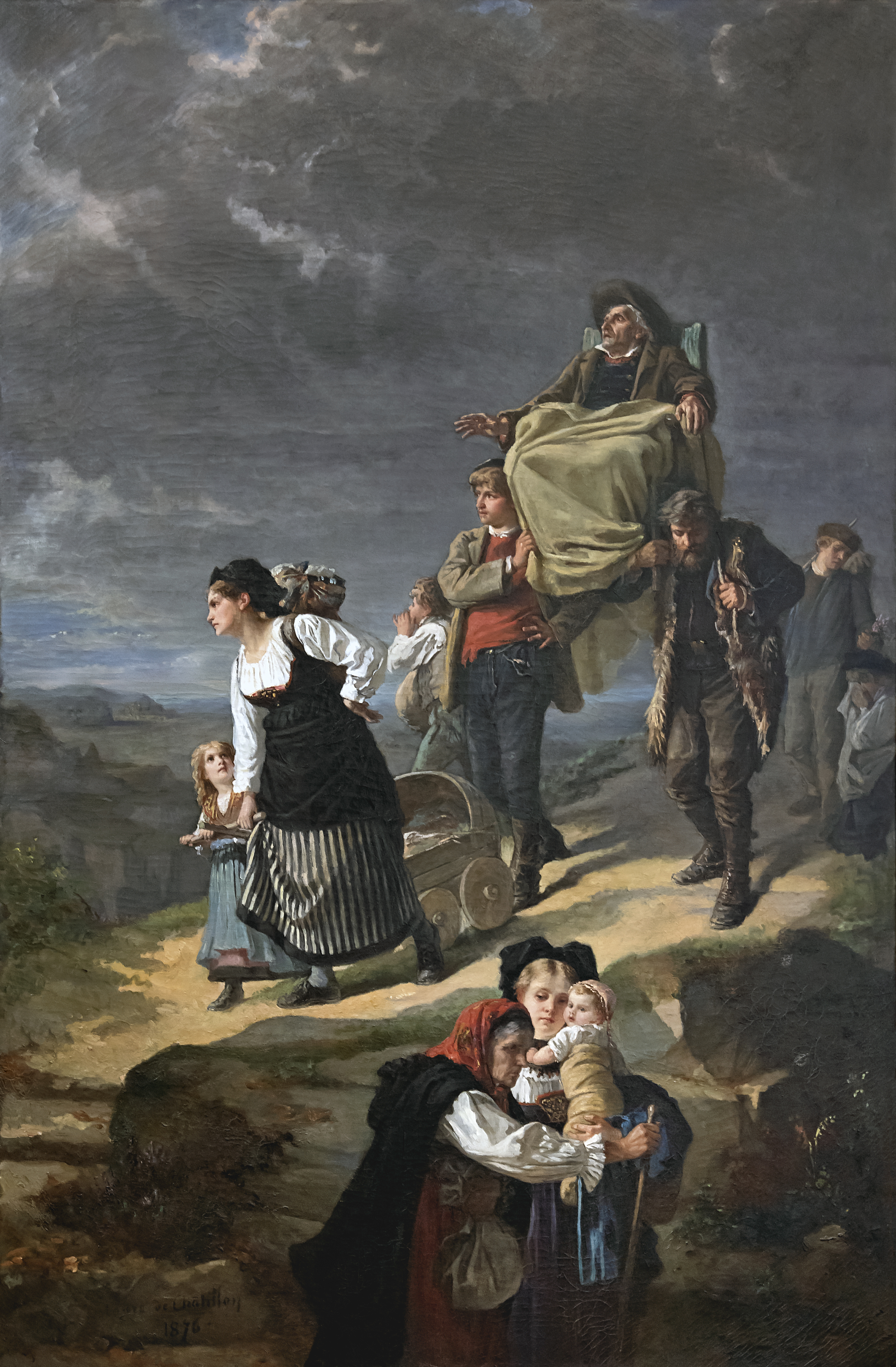
L’option, Musée des Beaux-Arts de Carcassonne
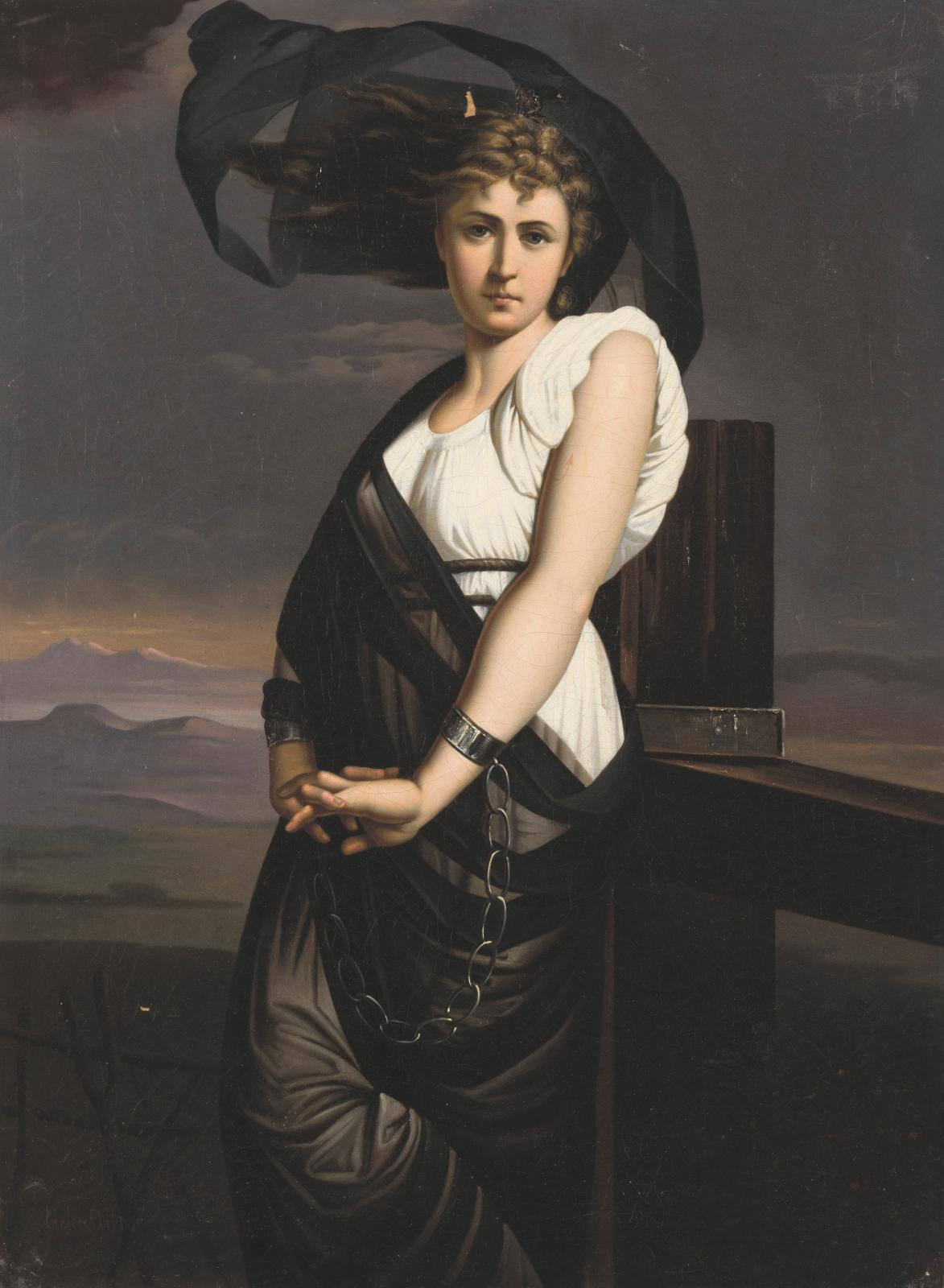
L'Esclave (allégorie de l'annexion de l'Alsace-Lorraine), Salon de 1875